# Santiago Pesquera
Santiago Pesquera (ur. 21 kwietnia 1973 w Logroño) – hiszpański niepełnosprawny sportowiec, uprawiający boccię. Dwukrotny srebrny medalista paraolimpijski z Aten w 2004 roku i srebrny medalista paraolimpijski z Pekinu w 2008 roku.

## Medale Igrzysk Paraolimpijskich

### 2008
- - Boccia - pary - BC3

### 2004
- - Boccia - indywidualnie - BC3
- - Boccia - pary - BC3